# Loro Piana
Loro Piana er en italiensk tekstilfabrikant, der blev grundlagt i 1924. Selskabet har specialiseret sig i luksusprodukter af kashmir og uld.
Selskabet har 132 butikker fordelt i Europa, Nordamerika og Asien.
Den 8. juli 2013 købte luksuskonglomeratet LVMH 80% af Loro Piana for €2 mia, mens resten af aktierne forblev i Loro Pianafamiliens eje. I 2017 reducerede familien dog sin ejerandel yderligere til 15 %.